# Max Holzboer
Wilhelm Max Holzboer (Chur, Graubünden kanton, 1899. – Zürich, 1958. január 12.) svájci jégkorongozó, olimpikon.
Először olimpián az 1920-as nyárin vett részt a svájci jégkorongcsapatban. Első mérkőzésükön nagy vereséget szenvedtek el az amerikaiaktól: 29–0-ra kikaptak. Ezután a bronzmérkőzésért játszottak a svéd válogatottal, amin 4–0-ra ismét kikaptak. Így az ötödikek lett.